# Розгортання синьо-жовтого прапору, 1 травня 1966

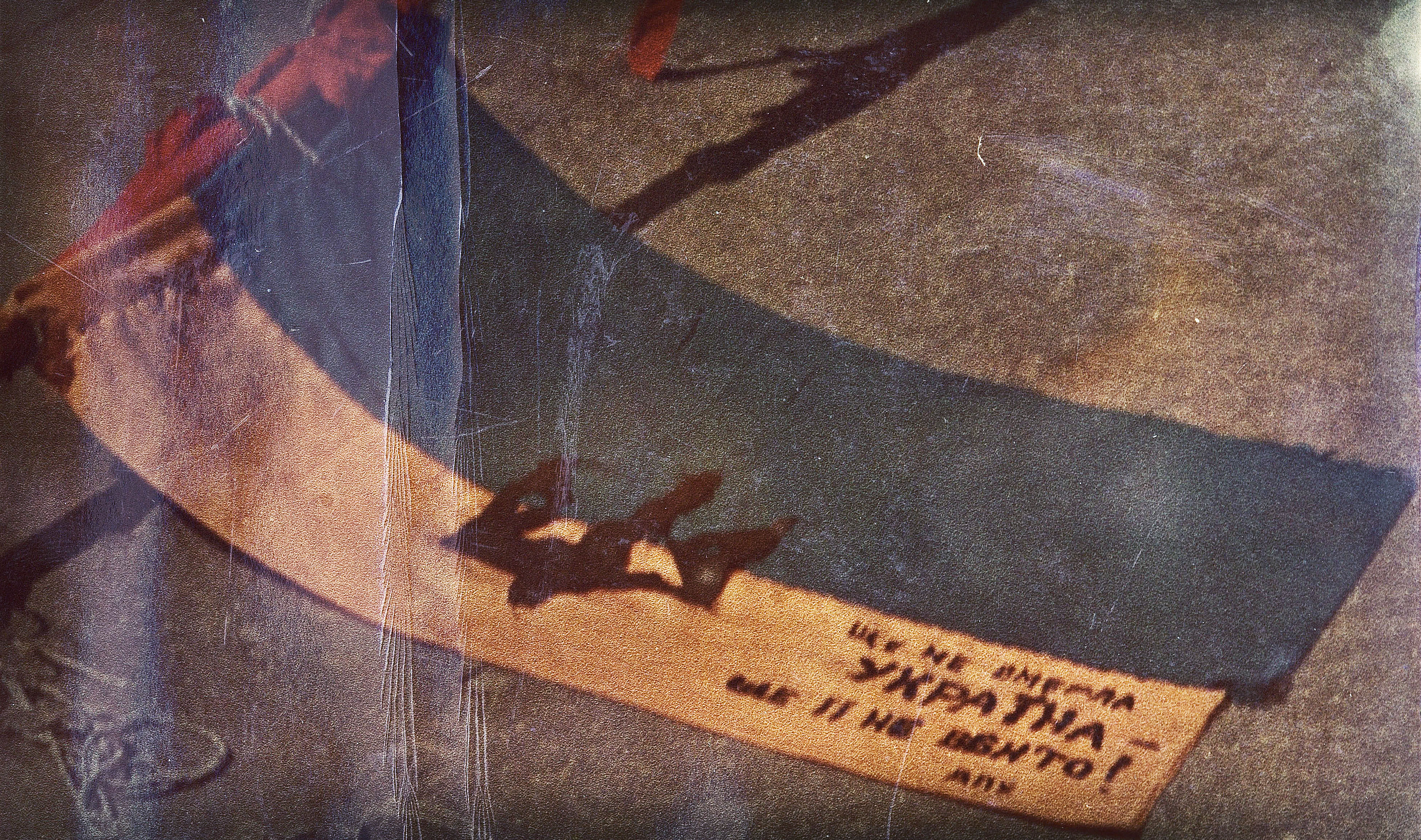

Розгортання прапору над КІНГ — подія, яку влаштували два студенти КНЕУ (тоді КІНГ — "Київський Інститут Народного Господарства") Георгій Москаленко та Віктор Кукса.

## Мета
Про мету розповів Віктор Кукса вже після здобуття Україною незалежності. Подія планувалась протягом двох тижнів. Студенти нелегально слухали радіо BBC і звідти дізналися про Український визвольний рух та хотіли долучитися до нього. Вони хотіли щоб "сплячий народ, який усипила радянська влада, прокинувся" та почався парад. 

## Історія

### Створення прапору
Синьо-жовтий прапор був пошитий з двох жіночих шарфів. Жовту тканину не змогли дістати, тому використали помаранчеву, тризуб вирізали з грошей УНР.

### Підняття
В ніч на 1 травня 1966 року В. Кукса разом із товаришем по гуртожитку Г. Москаленком на даху встановили синьо-жовтий прапор. Місце було обране з огляду на те, що в тому районі вранці формувалися колони демонстрантів. Синьо-жовтий прапор був пошитий з двох жіночих шарфів. З грошей УНР скопіювали національний герб, вирізали його з чорної тканини й нашили на прапор. Друкованими літерами чорнилом на прапорі було дописано: «Ще не вмерла Україна, ще її не вбито». Г. Москаленко стояв на сторожі біля пожежної драбини з самопалом, а В. Кукса виліз на дах, зрізав кухонним ножем червоний прапор і натомість прив'язав синьо-жовтий.
О 6:30 ранку двірник інституту Володимир Минович Литвиненко під час огляду території помітив синьо-жовтий прапор. Він повідомив про це чергового вахтера, який у свою чергу викликав секретаря партійної організації інституту Романа Костюка та проректора з господарсько-адміністративних питань Костянтина Капустіна. Костюк та Капустін віднесли синьо-жовтий прапор до приміщення парткому, звідки Костюк викликав представника правоохоронних органів. На виклик прибув співробітник КДБ Київської області лейтенант Іванов, який забрав полотнища червоного та синьо-жовтого прапорів із собою. О 10:30 до інституту прибула слідча група під керівництвом лейтенанта Берестовського, котрий спільно з експертом-криміналістом оглянув місце події та склав відповідний протокол. Після виконання усіх процесуальних дій, лейтенант безпеки Берестовський порушив кримінальну справу за фактом посягання на територіальну цілісність Української РСР.
В результаті інциденту в Київському інституті народного господарства було посилено представниками так званих "секретних співробітників" НКВС-КДБ нагляд за студентами. Було проведено письмові диктанти серед студентів з метою виявити почерки, які максимально наближені до стилістики напису на синьо-жовтому прапорі. Наприкінці 1967 року слідство вийшло на організаторів вивішування синьо-жовтого прапора.